# Stećak
Un stećak (au pluriel : stećci) est une tombe médiévale monumentale dans certains pays de l'ex-Yougoslavie : Bosnie-Herzégovine, Croatie, Monténégro et Serbie. Le nombre des stećci est estimé à 60 000 en Bosnie-Herzégovine ; 10 000 autres tombes ont été découvertes dans les trois pays voisins,. Apparus au XIIe siècle, les stećci ont atteint leur apogée à la fin du XIVe siècle et au XVe siècle, avant de disparaître pendant l'occupation ottomane.
Le 2 novembre 2009, les quatre pays ont proposé conjointement l'inscription des stećci sur la liste du patrimoine mondial de l'Humanité, une pareille proposition conjointe constituant une nouveauté. Un ensemble de 28 nécropoles ont été protégées en 2016, sous le nom de cimetières de tombes médiévales stećci.

## Caractéristiques
Le trait le plus remarquable des stećci concerne les motifs décoratifs dont ils sont recouverts et qui, pour la plupart, restent énigmatiques encore aujourd'hui. On y trouve des croix, des spirales, des arcades, des rosettes, des feuilles de vigne et des grappes de raisin, des soleils et des croissants de lune. Parmi les motifs figurés, on trouve aussi des daims, des personnages dansant la carole, des scènes de chasse… Des traces de pigments semblent indiquer que certains étaient polychromes, à la manière des tombes valaques de Sapântsa. On a compté 384 stećci présentant des inscriptions en caractères glagolitiques ou cyrilliques : toujours à la manière de Sapântsa, ces inscriptions sont parfois sarcastiques ou poétiques : « Je gis depuis longtemps ici, donc je mentirai encore longtemps » ; « Je suis né dans une grande joie et mort dans un grand chagrin » ; « Je n'étais déjà pas grand-chose, maintenant je ne suis plus rien » ; « J'ai été ce que tu es, tu seras ce que je suis » ou encore « Que soit maudit celui qui bascule cette pierre »… Le stećak le plus célèbre représente l'image d'un homme à la main droite levée, peut-être dans une prestation de serment.

## Histoire

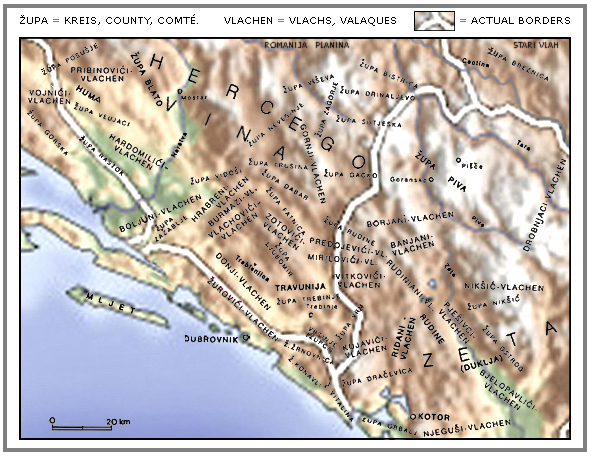
Les communautés médiévales valaques d'Herzégovine et de la Zeta, auteurs probables d'une partie des stećci.

L'origine des stećci se situe au croisement des traditions valaques,, et bogomiles. Quelques-unes de ces tombes ont été déplacées depuis leur site d'origine, comme celles qui se trouvent dans le jardin du Musée national de Bosnie-Herzégovine à Sarajevo.

## Controverses
Les historiens débattent pour savoir si l'Église bosnienne est issue de la foi bogomile, inspirée par le paulicianisme anatolien, répandue depuis le XIe siècle dans les Balkans et considérée comme une « hérésie » par les Églises tant catholique qu'orthodoxe, et si les stećci sont ou non liés à cette Église. Marian Wenzel, considérée comme une autorité en matière d'art et d'artéfacts de la Bosnie-Herzégovine médiévale, soutient, avec d'autres, l'idée que les stećci reflètent un phénomène culturel régional plutôt que l'appartenance à une confession religieuse particulière. Wenzel a soutenu l'origine valaque des monuments funéraires et a combattu l'hypothèse bogomile.

## Galerie

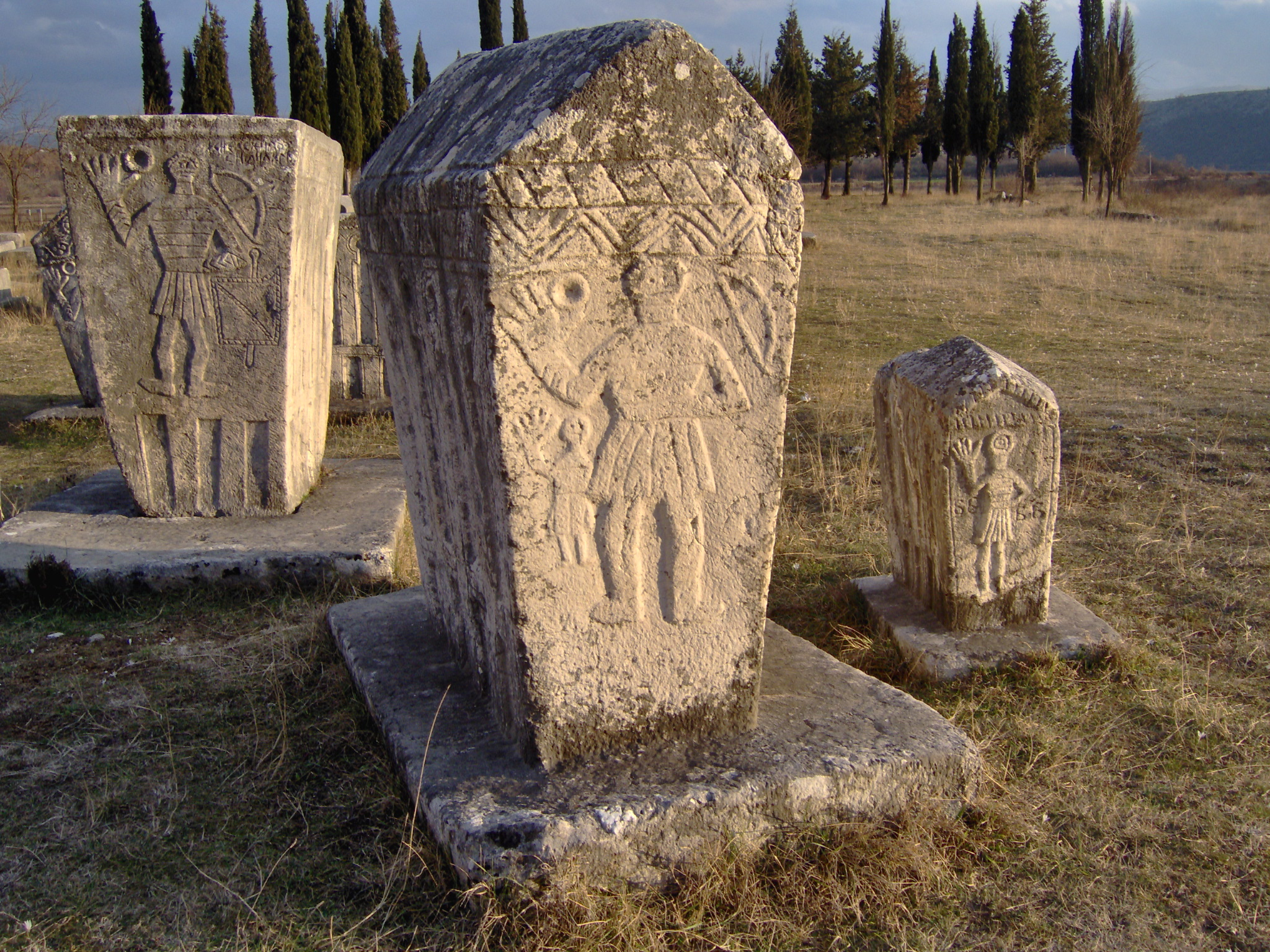
Radimlja
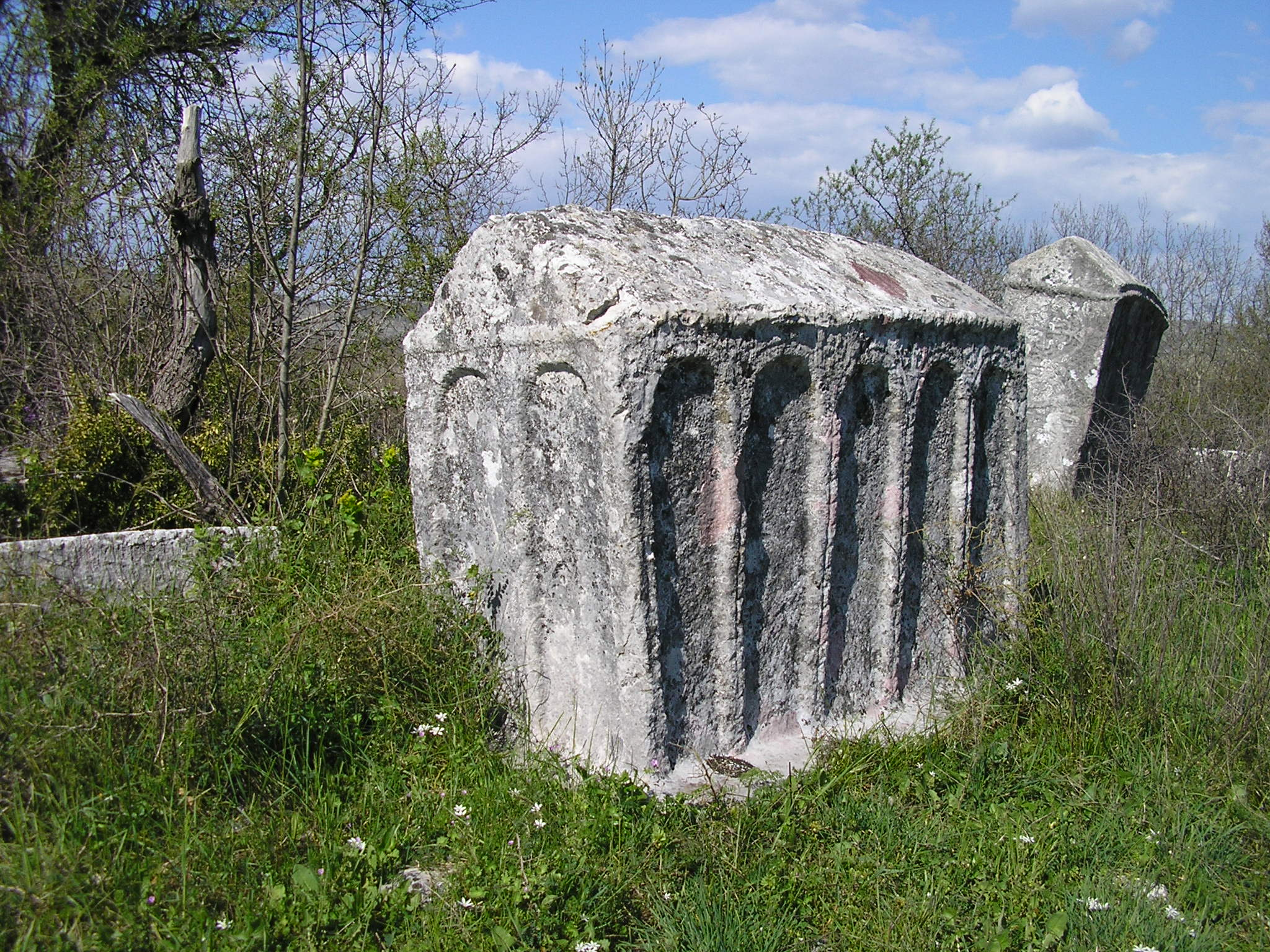
Podgradine
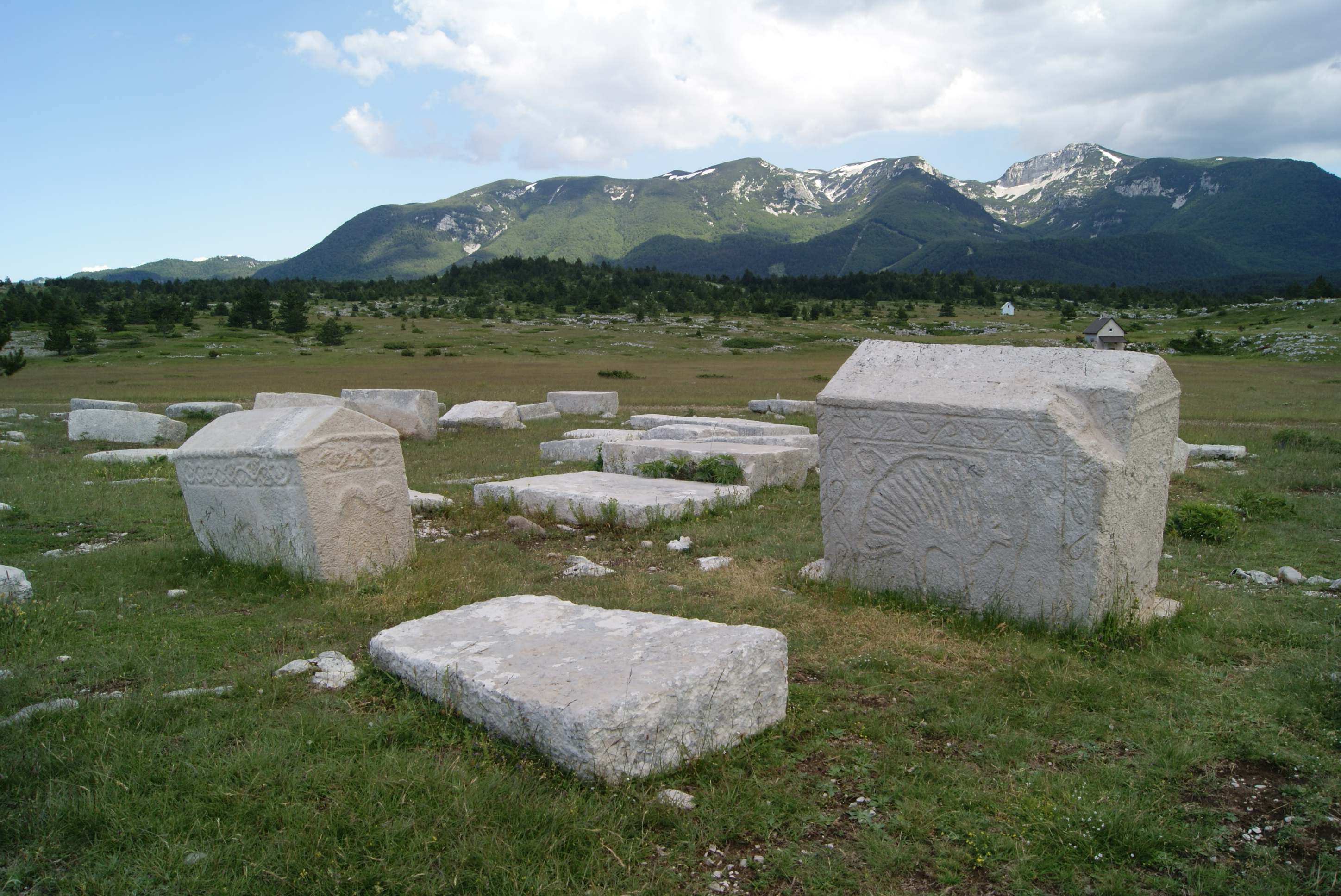
Dugo polje
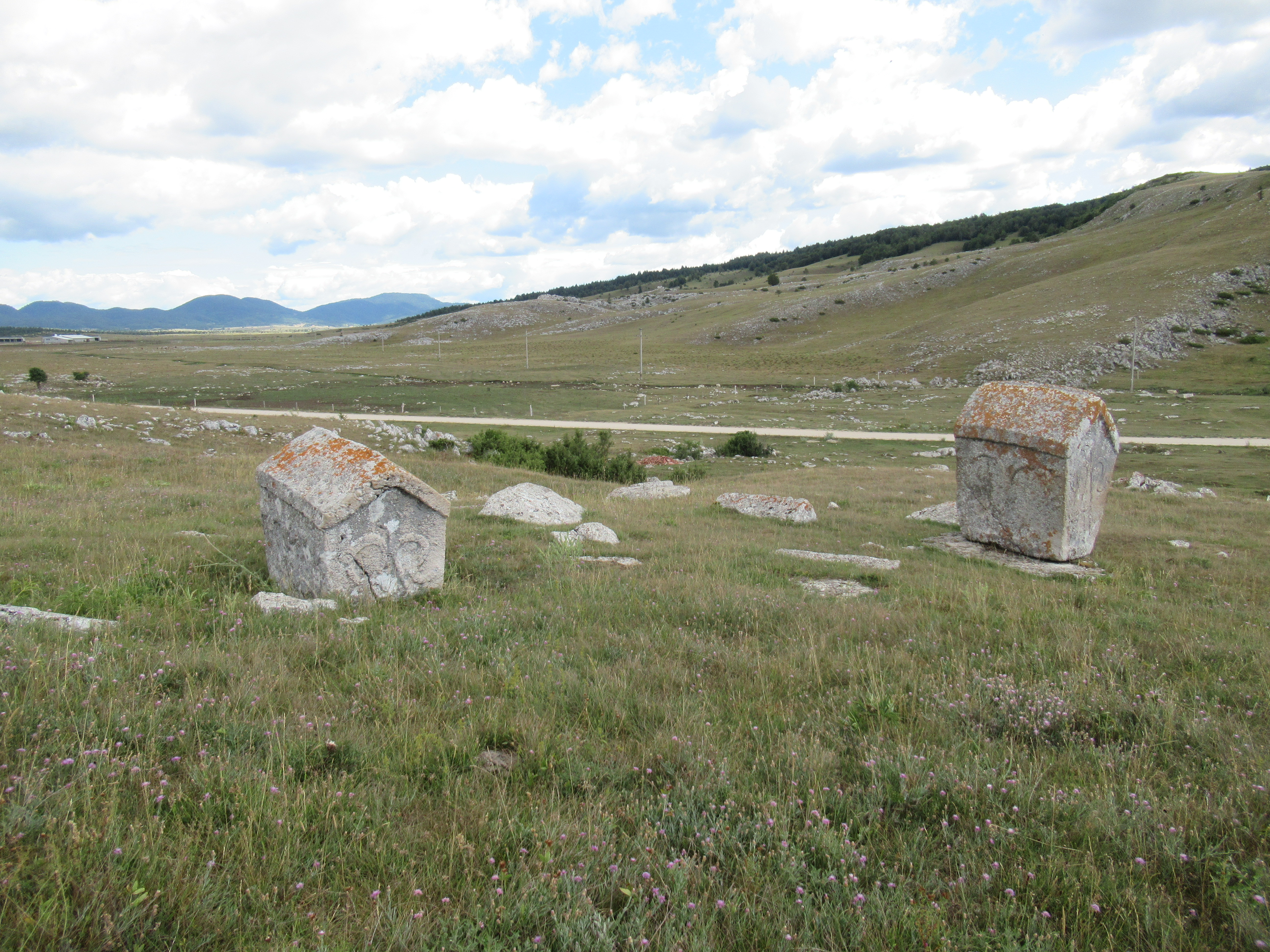
Ravanjska vrata
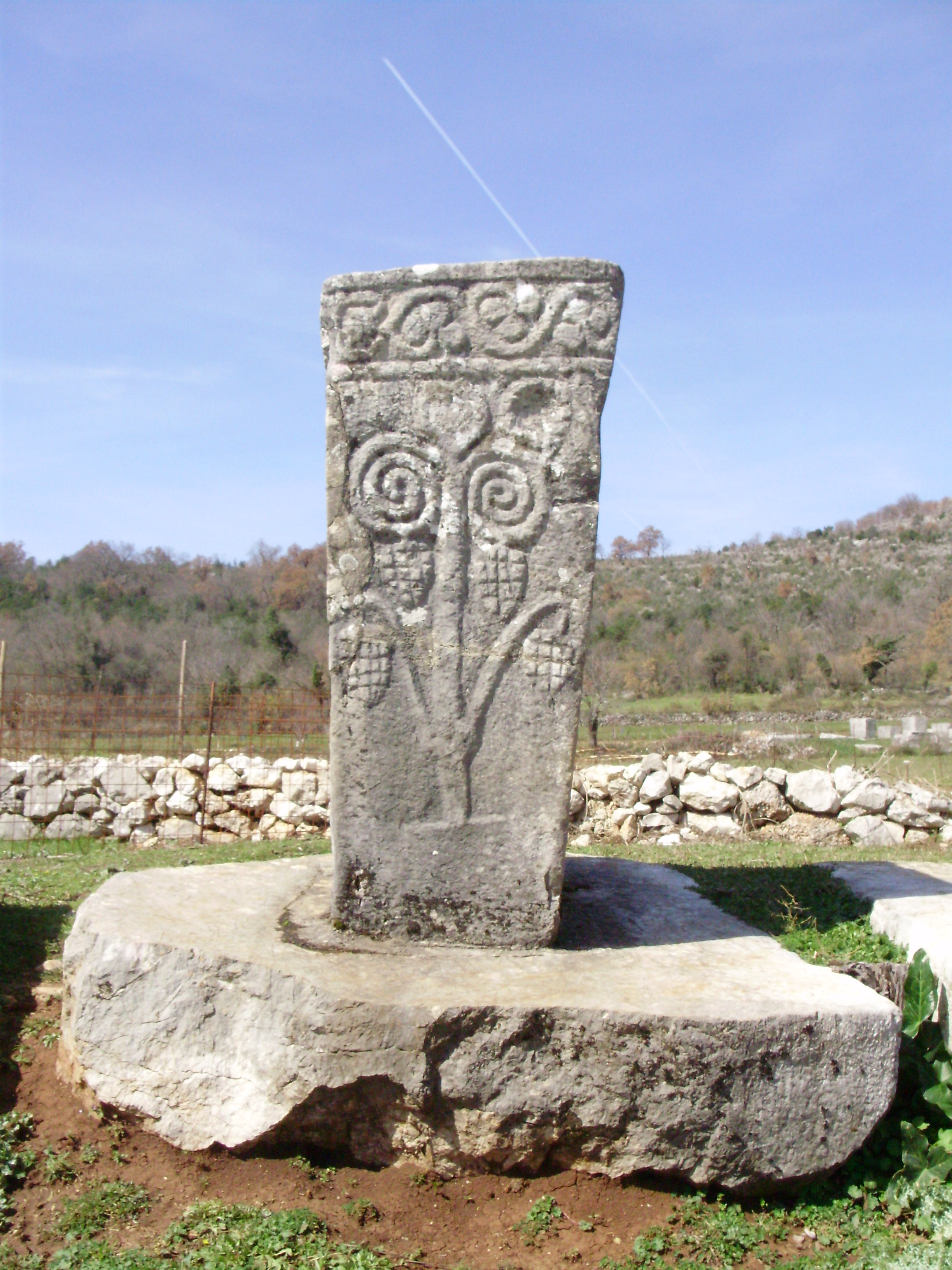
Boljuni
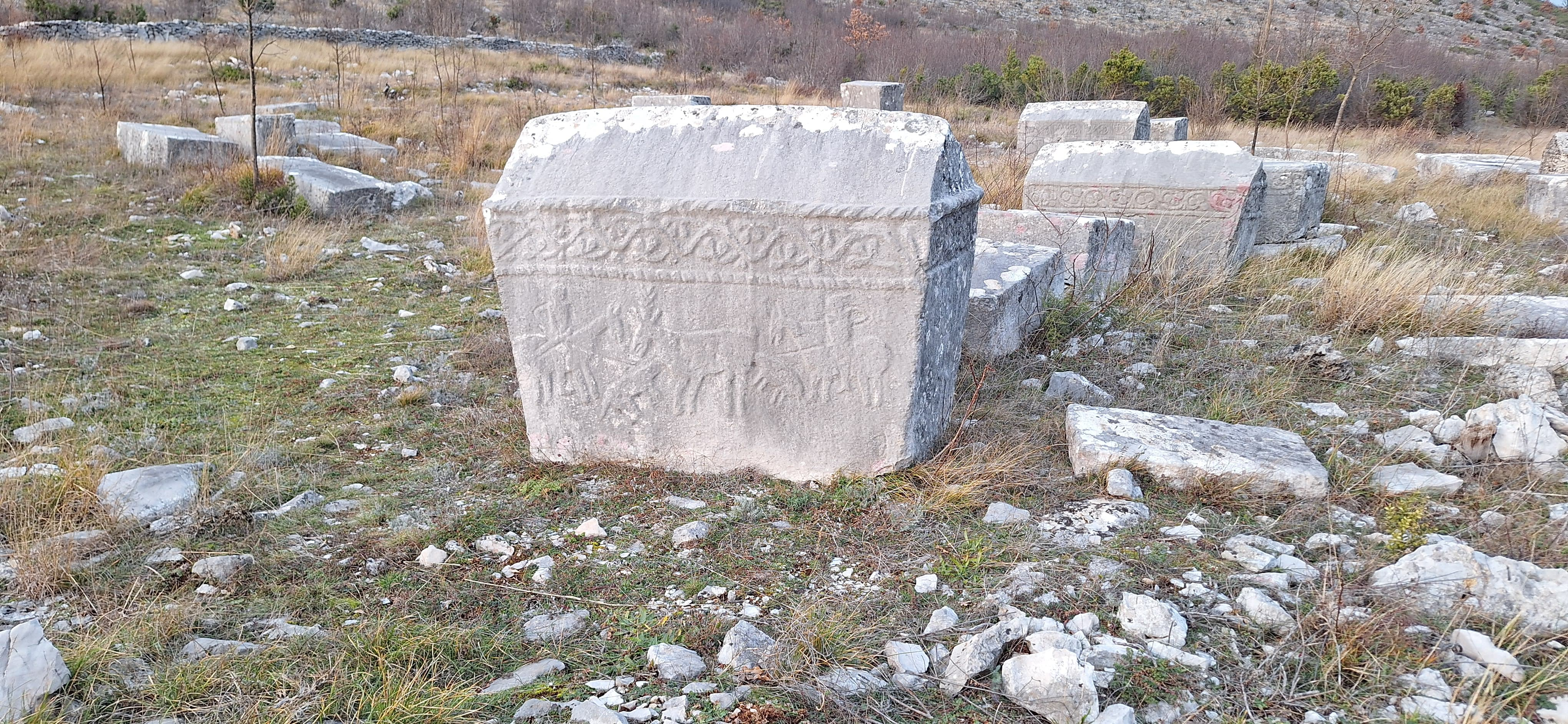
Glumina